# 库尔莱韦克
库尔莱韦克（法語：Cour-l'Évêque，法語發音：[kuʁ levɛk]）是法国上马恩省的一个市镇，位于该省西南部，属于肖蒙区。

## 地理
库尔莱韦克（47°58'1"N, 4°58'33"E）面积18.95 平方千米，位于法国大東部大區上马恩省，该省份为法国东北部内陆省份，北起马恩省和默兹省，西接奥布省，西南接科多尔省，东南接上索恩省，东临孚日省。
与库尔莱韦克接壤的市镇（或旧市镇、城区）包括：里什堡、巴鲁瓦地区阿尔克、奥布河畔奥布皮埃尔、沙托维兰、库普赖。

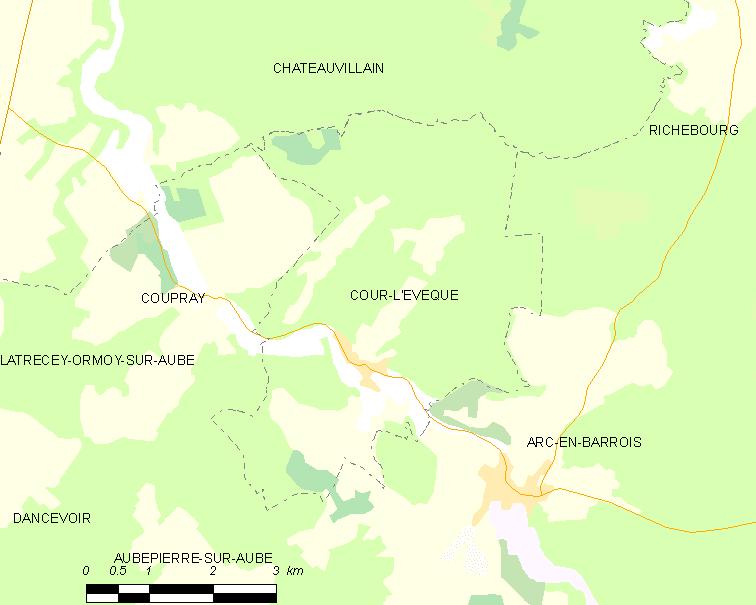
库尔莱韦克的OSM定位图

库尔莱韦克的时区为UTC+01:00、UTC+02:00（夏令时）。

## 行政
库尔莱韦克的邮政编码为52210，INSEE市镇编码为52151。

## 政治
库尔莱韦克所属的省级选区为沙托维兰县。

## 人口

1962-2008年间库尔莱韦克人口变化图示

库尔莱韦克于2022年1月1日时的人口数量为148人。